# Beilschmiedia membranifolia
Espèce
Synonymes
- Beilschmiedia membranacea (Stapf) Robyns & R.Wilczek[1]
- Tylostemon membranaceus Stapf[1]

Beilschmiedia membranifolia est une espèce de plantes à fleurs de la famille des Lauraceae et du genre Beilschmiedia selon la classification phylogénétique.

## Découverte et description
Beilschmiedia membranifolia est une plante endémique du Cameroun.